# Jaco Kriel
Jacobus Albertus Kriel (Standerton, 21 agosto 1989) è un rugbista a 15 sudafricano, flanker dei Lions in Super Rugby.

## Biografia
Kriel entrò nel settore giovanile dei Golden Lions nel 2008. Nel 2010, sempre nelle file della squadra di Johannesburg, esordì a livello professionistico in Vodacom Cup; lo stesso anno debuttò anche in Currie Cup. L'annata successiva vide aumentare le sue presenze nei Golden Lions con i quali si aggiudicò il titolo in Currie Cup e conobbe il suo esordio in Super Rugby tra le file dei Lions. Anche nel 2014 raggiunse, con i Golden Lions, la finale di Currie Cup, vinta, però, da Western Province. L'anno successivo ebbe la sua rivincita guidando come capitano la sua squadra alla vittoria della Currie Cup 2015 e, al termine dell'anno, fu nominato miglior giocatore della competizione e miglior giocatore dell'anno dei Lions. In Super Rugby giunse alla finale sia nell'annata 2016 che in quella 2017, ma in entrambi i casi i Lions furono sconfitti; nonostante i risultati negativi fu inserito nella formazione ideale del torneo in entrambe le stagioni. Nel giugno 2017 firmò un contratto biennale con i Kubota Spears per giocare in Top League, senza, però, rinunciare alla partecipazione al Super Rugby. Un infortunio alla spalla, subito nel settembre del 2017, lo tenne a lungo fuori dai campi da gioco.
Kriel fu convocato per la prima volta nel Sudafrica dal ct Heyneke Meyer in occasione del tour europeo del novembre 2014, durante il quale non scese mai in campo. Il suo esordio avvenne contro l'Irlanda nell'ultima partita del tour africano del 2016 dei britannici. Successivamente giocò tutti gli incontri del The Rugby Championship 2016 partendo sempre dalla panchina. Nel 2017 fu in campo contro la Francia nell'ultima sfida del loro tour in Africa e disputò le prime quattro partite del The Rugby Championship 2017, fino a quando un infortunio alla spalla subito contro l'Australia mise fine alla sua stagione internazionale.

## Palmarès
- Currie Cup: 2
Golden Lions: 2011, 2015